# Walther Hewel
Walther Hewel (Colonia, 2 gennaio 1904 – Berlino, 2 maggio 1945) è stato un diplomatico tedesco, che operò prima e durante la seconda guerra mondiale, nonché uno dei pochi amici personali di Adolf Hitler.

## Biografia

### Giovinezza
Hewel nacque nel 1904 da Anton ed Elsa a Colonia, dove il padre gestiva una fabbrica di cacao. Il padre morì nel 1913 e l'azienda passò nelle mani della moglie Elsa.
Nonostante all'epoca fosse ancora un ragazzo, Hewel fu uno dei primi membri del partito nazista e si ritiene che sia stato una delle prime 300 persone ad unirsi al gruppo.
Si diplomò nel 1923 e frequentò la Technische Universität di Monaco di Baviera. Nello stesso anno prese parte al fallito putsch di Monaco da parte del partito nazista. Dopo l'arresto di Hitler per tradimento, Hewel finì insieme a lui nel carcere di Landsberg facendogli praticamente da valletto.
Dopo il putsch Hewel lavorò per diversi anni come piantatore e venditore di caffè per conto di una società britannica con sede nelle Indie Orientali Olandesi (attuale Indonesia). In Indonesia Hewel organizzò la sezione locale del partito nazista arruolando espatriati tedeschi che vivevano lì. Entro il 1937 il partito Nazista in Indonesia poté contare su sezioni a Giacarta, Bandung, Semarang, Surabaya, Medan, Padang e Makassar.

### Il suo lavoro nella Germania nazista
Negli anni trenta Hewel tornò in Germania, dove gli venne assegnato un ruolo in campo diplomatico e inviato in Spagna. Il giornalista James P. O'Donnell osserva che, in quel periodo, Hewel "fu quasi certamente un agente dell'Abwehr dell'Ammiraglio Canaris".
Nel 1938 Hitler richiamò Hewel in patria, dove rinsaldò la sua vecchia amicizia con il dittatore.
Prestò servizio come diplomatico per il ministero degli esteri e, il 15 marzo 1939, effettuò la trascrizione del colloquio tra Hitler e il presidente ceco Emil Hácha.

### Il suo ruolo nel corso della seconda guerra mondiale
Tecnicamente Hewel fu un ambasciatore e avrebbe dovuto badare ai rapporti tra von Ribbentrop e Hitler. In realtà trascorse la maggior parte della guerra senza alcun incarico ufficiale e una volta si autodefinì "un ambasciatore senza alcuna destinazione". I sopravvissuti tra i più vicini ad Hitler hanno sostenuto che Hewel avesse ottenuto tale posizione grazie alla sua antica militanza nel partito nazista e al fatto di essere amico di Hitler. Nelle sue memorie Traudl Junge, segretaria personale di Hitler, ha descritto Hewel come una specie di maggiordomo di Hitler. Sempre secondo la Junge, Hewel aveva l'incarico di coordinare i domestici, mantenere buoni i rapporti tra i militari e i civili dello staff di Hitler e tenere d'occhio i rapporti tra uomini e donne all'interno della cerchia.
Quasi tutti i racconti lo descrivono come un uomo simpatico e gentile, anche se non molto intelligente. Di solito si occupava delle faccende e delle situazioni che Hitler non voleva gestire, come ad esempio informare la Junge della morte del marito in Normandia.
Altri membri della cerchia delle persone più vicine ad Hitler hanno raccontato che, a differenza di molti altri leader nazisti, Hewel riusciva a restare sveglio e attento durante i lunghissimi monologhi del dittatore su argomenti come l'antisemitismo. Ad esempio Heinz Guderian, parlando di lui, osserva che era " un buon conversatore e un buon ascoltatore".
Nel 1944 sposò a Berchtesgaden Elizabeth Blanda.

### La morte
Hewel rimase al fianco di Hitler fino al 30 aprile 1945, giorno in cui il dittatore si tolse la vita. Si dice che abbia tentato fino all'ultimo di sostenere e rasserenare Hitler. Apparentemente fu l'ultima persona ad avere una lunga conversazione personale con lui.
Dopo il suicidio di Hitler, Hewel fuggì dal Führerbunker insieme ad un gruppo guidato da  Wilhelm Mohnke, ma apparve molto provato da un forte stress psicologico. Nelle sue memorie Traudl Junge afferma che, dopo la morte di Hitler, Hewel sembrava estremamente confuso e incapace di prendere le decisioni anche più semplici.
Poco prima dell'armistizio del 2 maggio 1945 Hewel rese nota la sua intenzione di suicidarsi. Nonostante gli sforzi del dottor Ernst-Günther Schenck, che tentò di dissuaderlo dall'idea, Hewel si uccise nello stesso modo di Hitler, ingerendo una capsula di cianuro e sparandosi contemporaneamente alla testa.
Secondo Schenck, Hitler aveva effettivamente incoraggiato Hewel a suicidarsi, avvertendolo che se fosse stato catturato dall'Armata rossa sarebbe stato torturato. Inoltre Hitler gli aveva consegnato la capsula di cianuro e una pistola Walther 7.65, facendogli giurare che si sarebbe ucciso piuttosto di lasciarsi prendere dai russi.

## Il ritratto di Walther Hewel nel cinema
Walther Hewel è stato impersonato dai seguenti attori in produzioni cinematografiche
- John Savident nel film inglese del 1973 Gli ultimi 10 giorni di Hitler.
- Gerald Alexander Held nel film tedesco del 2004 La caduta - Gli ultimi giorni di Hitler.